# Johan Svanehielm
Johan Svanehielm, tidigare Swaan, död 1689, var en svensk stenograf och häradshövding.

## Biografi
Johan Svanehielm var son till riksdagsmannen, borgmästaren och häradshövdingen Johan Michelsson och Margareta Göransdotter. Han blev 1652 student vid Kungliga Akademien i Åbo och i november 1654 vid Uppsala universitet. Svanehielm blev 1658 anställd hos svenska ministern i Frankfurt am Main och var från 1661 kanslist under ambassaden i England, samt senare registrator under en ambassad i Polen. Han blev senare pronotarie i kungliga kansliet och 1666 legationssekreterare under ambassaderna till Nederländerna och 1667 till England. Svanehielm blev 1669 sekreterare vid en kommission i Skåne, Halland och Blekinge. Han adlades 28 april 1673 till Svanehielm och introducerades 1675 i Sveriges Riddarhus som nummer 842. Svanehielm blev 13 oktober 1675 häradshövding i Aspelands härad och Handbörds härad. Han avled på försommaren 1689.

### Egendom
Svanehielm ägde Svanås i Ormesberga socken.

### Familj
Svanehielm gifte sig första gången i slutet av 1670 med Catharina Israelsdotter Skute (1636–1672), dotter av Israel Pedersson Skute och Elisabet Larsdotter. Catharina Israelsdotter var änka efter borgmästaren Nils Nilsson i Stockholm.
Svanehielm gifte sig andra gången 1673 med Catharina Trotzenfelt (död 1710), dotter av borgmästaren Peter Trotzenfelt i Stockholm och Catharina van Beerken. De fick tillsammans barnen Margareta Svanehielm (född 1674), registratorn Peter Svanehielm (1677–1722) vid justitierevisionsexpeditionen, Catharina Maria Svanehielm (1682–1736), Anna Christina Svanehielm (född 1682), Hedvig Svanehielm (1683) och Maria Elisabet Svanehielm (född 1685).